# Монтеверде – Ель-Чорілло (трубопровід для ЗНГ)
Монтеверде – Ель-Чорілло – трубопровід для транспортування зрідженого природного газу від приймального терміналу Монтеверде на узбережжі Тихого океану в провінції Санта-Елена на схід у провінцію Гуаяс.
Зріджений нафтовий газ (ЗНГ) знаходить широке застосування в комунальній та транспортній сферах Еквадору. При цьому район найбільшого міста та порту країни Гуаякіля традиційно постачався через розташований неподалік портовий термінал Трес-Бокас, від якого ЗНГ надходив до сховища Салітрал. Проте така схема означала кількаразову перевалку вантажу. Наприклад, у 2007 році переможець тендеру на поставки ЗНГ зобов`язався надати судно-сховище з об`ємом 40000 тон та два 2500-тонні судна для транспортування палива безпосередньо до Трес-Бокас, де здійснювалась його передачу на баржу. З метою оптимізації логістики в кінці 2000-х вирішили спорудити береговий приймальний термінал у Монтеверде та трубопровід для ЗНГ Монтеверде - Ель-Чорілло (в околицях Гваякіля). Термінал повинен забезпечити обслуговування суден дедвейтом до 75000 тон та зберігання 30-денного запасу ЗНГ.
Споруджений у підземному виконанні трубопровід довжиною 124 км та діаметром 300 мм на більшій частині свого маршруту проходить паралельно до нафтопродуктопроводу La Libertad – Pascuales, який постачає продукцію з НПЗ на півострові Санта-Елена до району Гваякіля.  Проектна потужність системи складає 5300 тон ЗНГ на добу. Введення в дію трубопроводу Монтеверде – Ель-Чорілло відбулось у 2014 році. На той момент загальні інвестиції в проект (термінал та транспортні потужності) перевищили 0,5 млрд. доларів США.
Вже після цього компанія PetroEcuador виступила з пропозицією спорудити на території ЗНГ терміналу сховища для нафтопродуктів об`ємом до 800 тисяч барелів. Також планується шляхом встановлення відносно невеликої кількості додаткового обладнання надати системі Монтеверде – Ель-Чорілло можливість транспортувати нафтопродукти, що перетворить її у багатоцільовий продуктопровід.
Доставлена по трубопроводу в район Гваякіля продукція після завершення проекту продуктопроводу Паскуалес - Куенка зможе постачатись далі на схід.